# Lonicera involucrata
Lonicera involucrata (Richardson) Banks ex Spreng. o madreselva bayas de oso es una especie de planta de flores perteneciente a la familia Caprifoliaceae, es nativa del oeste de Norteamérica, desde el sur de Alaska este boreal de Canadá hasta Quebec, y al sur a través de EE. UU. hasta California, y Chihuahua en el noroeste de México. Crece en zonas elevadas de 2900 m s. n. m.

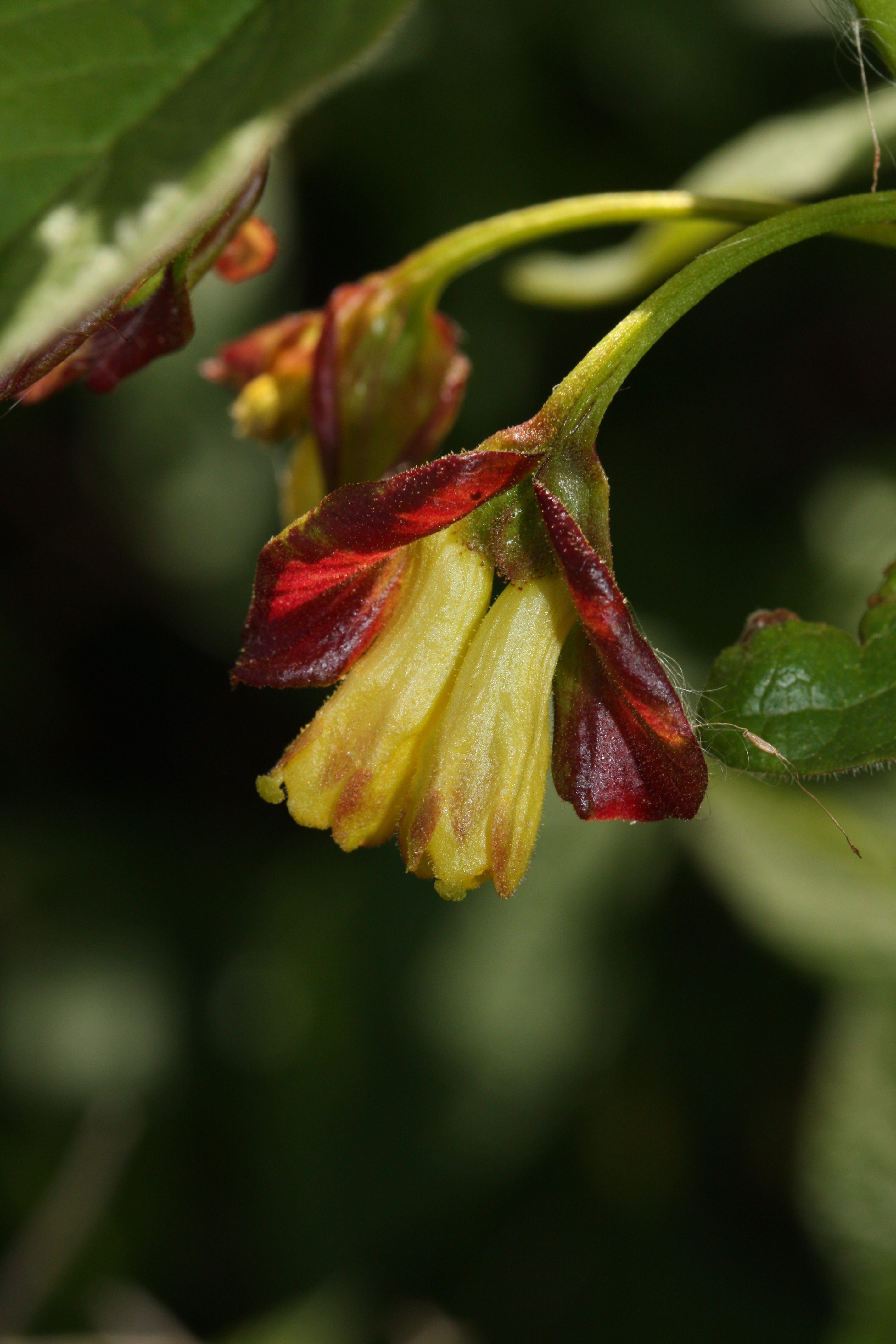
Detalle de la flor

## Características
Es un gran arbusto que alcanza los  5–50 dm de altura con tallos cuadrangulares. Las hojas son elípticas o ovales de  3-16 cm de longitud y  2-8 cm de ancho; son peludas en los márgenes y en el envés y abruptamente acuminadas. Las flores son tubulares de color amarillo, peludas y de 1–2 cm de longitud. El fruto es una baya de color negro de 6–12 mm de diámetro que contiene numerosas semillas; estas bayas son comestibles pero amargas, a diferencia de la madreselva azul.

### Cultivos
Se usa a menudo como planta ornamental. Es resistenta a la polución del aire y pueden mantenerse en grandes jardines.

## Taxonomía
Lonicera involucrata fue descrita por (Richardson) Banks ex Spreng.    y publicado en Systema Vegetabilium, editio decima sexta 1: 759. 1825.
Etimología
El término madreselva se ha usado durante mucho tiempo para designar a las especies integrantes del género Lonicera, aunque este apelativo se aplicó primeramente para designar a la especie Lonicera caprifolium  L., planta sarmentosa que se encuentra en los bosques europeos.
El término Lonicera fue usado por primera vez por Linneo en el 1753 adaptando al latín el apellido "Lonitzer", en honor del botánico Lonitzer (1528-1586), médico que ejerció en Fráncfort.
involucrata: epíteto latino que significa "con involucro".
Variedades
Tiene dos variedades:
- Lonicera involucrata var. involucrata de California con flores amarillas.
- Lonicera involucrata var. ledebourii (Eschsch.) Jeps. Costa de California y sur de Oregon. Con hojas coriáceas y flores naranjas en su interior y rojas por fuera.

Sinonimia
- Lonicera ledebourii Eschsch.[11]